# Masia del Marquet
La Masia del Marquet és una masia situada al municipi de Bellmunt d'Urgell, a la comarca catalana de la Noguera a una altitud de 313 metres.